# Plans Within Plans
Plans Within Plans es el duodécimo álbum de estudio del grupo estadounidense de punk rock MxPx. Fue lanzado el 3 de abril de 2012 por Rock City Recording Company, propio sello de la banda, y contiene 13 pistas, incluyendo los sencillos «Far Away» y «Aces Up».
El álbum además fue publicado a través de Bullion Records en Japón, Flix Records en Europa y el Reino Unido, y El Shaddai Records en Australia y Nueva Zelanda. Plans Within Plans fue escrito, grabado y producido por la propia banda.

## Antecedentes
El vocalista y bajista Mike Herrera señaló que el título del álbum se relaciona con el caos en torno a escribir nuevas canciones, grabarlas y hacer todas las reservas y realizar giras de conciertos.

## Lista de canciones
Todas las canciones compuestas por MxPx y escritas por Mike Herrera.

| CD    |                          |          |  |
| N.º   | Título                   | Duración |  |
| 1.    | «Aces Up»                | 2:27     |  |
| 2.    | «Screw Loose»            | 1:07     |  |
| 3.    | «Nothing Left»           | 2:50     |  |
| 4.    | «The Times»              | 2:55     |  |
| 5.    | «In the Past»            | 2:29     |  |
| 6.    | «Best of Times»          | 3:27     |  |
| 7.    | «Stay On Your Feet»      | 3:11     |  |
| 8.    | «Lucky Guy»              | 2:46     |  |
| 9.    | «Far Away»               | 3:04     |  |
| 10.   | «Cast Down My Heart»     | 2:11     |  |
| 11.   | «When It Comes to You»   | 3:19     |  |
| 12.   | «Inside Out»             | 2:52     |  |
| 13.   | «Nothing's Gonna Change» | 2:40     |  |
| 35:18 |                          |          |  |

## Créditos
- Mike Herrera – bajo, voz
- Tom Wisniewski – guitarra, voz, coros
- Yuri Ruley – batería, percusión, coros

## Historial de lanzamiento
| País   | Fecha              | Formato | Sello                       |
| ------ | ------------------ | ------- | --------------------------- |
| Varios | 3 de abril de 2012 | CD      | Rock City Recording Company |